# Павел Зотов
Павел Дмитриевич Зотов (на руски: Павел Дмитриевич Зотов) е руски офицер, генерал от пехотата. Участник в Руско-турската война (1877-1878).

## Биография
Павел Зотов е роден е 6 юли 1824 г. в Санктпетербургска губерния в семейството на потомствен дворянин. Ориентира се към военното поприще. Завършва 1-ви кадетски корпус с военно звание прапоршчик (1843). Службата започва в 14-а артилерийска бригада. Учи в Николаевската военна академия на Генералния щаб на Руската армия. След завършването остава в нея със звание щабс-капитан като преподавател по „Военна тактика“.
Участва в Кавказката война от 1857 г. Повишен е във военно звание генерал-майор от 1859 г. Командир на 40-а пехотна дивизия (1863). От следващата година е повишен във военно звание генерал-лейтенант. Последователно е командир на 2-ра пехотна дивизия, 11-а пехотна дивизия и 28-а пехотна дивизия.
Участва в Руско-турската война (1877-1878). В началото на 1877 г. е назначен за командир на 4-ти армейски корпус. Включен е в състава на Западния руски отряд с командир генерал-лейтенант Николай Криденер. От 25 юли / 6 август е началник на всички руски сили, действащи срещу Западната османска армия на Осман паша при Плевен. От 21 август / 2 септември 1877 г. номинален началник на Западния руски отряд е румънският крал Карол I, а генерал-лейтенант Павел Зотов е началник на щаба (фактическият началник). На Военен съвет на Действуващата руска армия, проведен в село Пордим излага плана за третата атака срещу Плевен. В неуспешния щурм са хвърлени 75 000 войника, 8600 кавалеристи и 424 оръдия. Заменен е на поста от генерал от инженерните войски Едуард Тотлебен. В предприетата пълна блокада на Плевен генерал-лейтенант Павел Зотов е началник на 3-ти блокаден участък. Организира плътна блокадна линия от укрепителни съоръжения: ложименти (стрелкови гнезда), окопи, траншеи, редути, батарейни позиции и др. След превземането на Плевен отново е командир на 4-ти армейски корпус.
За участието във войната е награден с Орден „Свети Александър Невски“ и е повишен във военно звание генерал от пехотата (1879). Член е на Военния съвет на Руската армия.
Умира на 19 ноември 1879 г. в Санкт Петербург.